# ハドソン・ホーク
『ハドソン・ホーク』（原題：Hudson Hawk）は、1991年のアメリカ合衆国の犯罪アクションコメディ映画。監督はマイケル・レーマン、主演と共同原案はブルース・ウィリス。

## 概要
筋書きは陰謀論、秘密結社、歴史ミステリーに加え、1960年代のジェームズ・コバーンの出演映画『電撃フリントGO!GO作戦』に出てくるような一風変わったテクノロジー、これら要素が下敷きとなっている。ちなみにコバーンは本作で悪役を演じていた。
また、実写映画でありながらカートゥーン風のスラップスティック（コミカルな効果音）を多用しているほか、主人公ハドソン・ホークと相棒トミー・ファイブ＝トーンが協力して別々の作業へ取りかかるときは時間を計るために2人で歌を歌うなど、いくつかの特徴的な仕掛けが施された。2人が劇中で歌ったビング・クロスビーの "Swinging on a Star"（星にスイング）、ポール・アンカの "Side by Side"（サイド・バイ・サイド）はサウンドトラックにも収録されている。

## ストーリー
盗みと金庫破りのプロフェッショナル、エディ・“ハドソン・ホーク”・ホーキンスが10年の刑期を終えて刑務所から仮出所してきた。ホークは出所初日を祝って好物のカプチーノを飲もうとするが、保護観察官ゲイツ、零細マフィアのマリオ・ブラザーズ、CIAのキャプランとその部下たちから美術品を盗み出すように寄ってたかって脅迫を受け、拉致されてローマに送られる。
それら何人もの手駒を裏で操っていたのはローマのエウローパに本社を置くサイコパシー・アメリカン・コーポレーションの経営者メイフラワー夫妻とその一味だった。メイフラワー夫妻は、レオナルド・ダ・ヴィンチが発明したとされる錬金術を実現した機械 "La Macchina dell'Oro"（黄金製造機）を再現することで世界征服の企みをめぐらせていた。
だが、黄金製造機を稼働させるためにはダ・ヴィンチが生前に自らの作品「スフォルツァ騎馬像」、「トリヴルツィオ手稿」、「ヘリコプターの模型に隠した特別なクリスタル」を集める必要があり、ホークに夜盗をやるよう脅した理由がそこにあった。
一方でバチカンの秘密防諜員、修道女アンナ・バラグリーはCIAと手を組んで、ダ・ヴィンチの3つの作品に執着するメイフラワー夫妻の狙いを探っていた。そしてホークをメイフラワー夫妻の手先とみて密偵についていたものの、CIAこそメイフラワー夫妻と裏で手を組んでいたと知り、ただこき使われていただけのホークを援護する側にまわってゆく。
CIA、メイフラワー夫妻、ホークらの思惑が交錯し、最後は黄金製造機が再現されたダ・ヴィンチ城での三つ巴の大決闘で映画はクライマックスに向かう。

## キャスト
- エディ・“ハドソン・ホーク”・ホーキンス - ブルース・ウィリス

指先が器用な盗みと金庫破りのプロフェッショナル。
- トミー・ファイブ＝トーン - ダニー・アイエロ

ホークの相棒。
- アンナ・バラグリー - アンディ・マクダウェル

監視員。
- ジョージ・キャプラン - ジェームズ・コバーン

CIA。
- ダーウィン・メイフラワー - リチャード・E・グラント

サイコパシー・アメリカン・コーポレーションの経営者
- ミネルバ・メイフラワー - サンドラ・バーンハード

ダーウィンの妻。
- アルフレッド - ドナルド・バートン（英語版）

紳士。
- スニッカーズ - ドン・ハーヴェイ

眼鏡をかけたオールバックの男性。
- キットカット - デヴィッド・カルーソ

金髪の若い男性。
- バターフィンガー - アンドリュー・ブリニアースキー

筋肉質の男性。
- アーモンド・ジョイ - ロレイン・トゥーサント

紅一点の黒人女性。
- ゲイツ - バート・ハリス

保護観察官。
- シーザー・マリオ - フランク・スタローン

零細マフィア。
- アントニー・マリオ - カルミネ・ゾッツォーラ

零細マフィア。
- イッグ - ダグ・マーティン（英語版）
- ウーク - スティーヴ・マーティン（英語版）
- 枢機卿 - レオナルド・シミノ（英語版）
- ナレーション - ウィリアム・コンラッド

## 日本語吹替
| 役名                                   | 俳優                           | 日本語吹替                                        | 日本語吹替                                                                                         | 日本語吹替                                    |
| 役名                                   | 俳優                           | ソフト版                                          | フジテレビ版                                                                                       | 日本テレビ版                                  |
| -------------------------------------- | ------------------------------ | ------------------------------------------------- | -------------------------------------------------------------------------------------------------- | --------------------------------------------- |
| エディ・“ハドソン・ホーク”・ホーキンス | ブルース・ウィリス             | 樋浦勉                                            | 村野武範                                                                                           | 野沢那智                                      |
| トミー・ファイブ＝トーン               | ダニー・アイエロ               | 富田耕生                                          | 富田耕生                                                                                           | 石田太郎                                      |
| アンナ・バラグリー                     | アンディ・マクダウェル         | 高島雅羅                                          | 幸田直子                                                                                           | 土井美加                                      |
| ジョージ・キャプラン                   | ジェームズ・コバーン           | 小林清志                                          | 内海賢二                                                                                           | 小林清志                                      |
| ダーウィン・メイフラワー               | リチャード・E・グラント        | 納谷六朗                                          | 江原正士                                                                                           | 石丸博也                                      |
| ミネルバ・メイフラワー                 | サンドラ・バーンハード         | 小宮和枝                                          | 雨蘭咲木子                                                                                         | 小宮和枝                                      |
| アルフレッド                           | ドナルド・バートン             | 大木民夫                                          | 池田勝                                                                                             | 上田敏也                                      |
| スニッカーズ                           | ドン・ハーヴェイ               | 古田信幸                                          | 堀内賢雄                                                                                           | 大黒和広                                      |
| キットカット                           | デヴィッド・カルーソ           | 鈴木勝美                                          | 成田剣                                                                                             | 台詞なし                                      |
| バターフィンガー                       | アンドリュー・ブリニアースキー | 大塚明夫                                          | 玄田哲章                                                                                           | 大友龍三郎                                    |
| アーモンド・ジョイ                     | ロレイン・トゥーサント         | 喜田あゆみ                                        | 藤木聖子                                                                                           | 高乃麗                                        |
| シーザー・マリオ                       | フランク・スタローン           | 田原アルノ                                        | 千田光男                                                                                           | 辻親八                                        |
| アントニー・マリオ                     | カーマイン・ゾゾラ             |                                                   | 檀臣幸                                                                                             | 荒川太郎                                      |
| 枢機卿                                 | レオナルド・シミノ             | 石森達幸                                          | 大木民夫                                                                                           | 辻村真人                                      |
| ナレーション                           | ウィリアム・コンラッド         | 石森達幸                                          | 大木民夫                                                                                           | 辻村真人                                      |
| その他                                 |                                | 千田光男 村松康雄 増岡弘 茶風林 滝沢ロコ 吉田美保 | 仲野裕 小島敏彦 石森達幸 田原アルノ 秋元羊介 村田則男 宝亀克寿 幹本雄之 石塚理恵 大黒和広 深水由美 | 石井敏郎 有本欽隆 島香裕 滝沢ロコ 池本小百合  |
|                                        |                                |                                                   | |                                               |
| 演出                                   |                                | 伊達康将                                          | 松川陸                                                                                             | 小山悟                                        |
| 翻訳                                   |                                | 佐藤一公                                          | 松崎広幸                                                                                           | たかしまちせこ                                |
| 調整                                   |                                | 荒井孝                                            | 高橋久義                                                                                           | 重光秀樹                                      |
| 効果                                   |                                |                                                   | | リレーション                                  |
| 担当                                   |                                | 小柳剛 神部宗之                                   | 古川重人                                                                                           | 別府憲治                                      |
| プロデューサー                         |                                | 吉岡美惠子                                        | | 藤本鈴子 門屋大輔                             |
| プロデューサー補                       |                                |                                                   | | 小林三紀子                                    |
| 解説                                   |                                |                                                   | 高島忠夫                                                                                           | ー                                            |
| 制作                                   |                                | 東北新社                                          | グロービジョン                                                                                     | ケイエスエス                                  |
| 初回放送                               |                                |                                                   | 1996年5月25日 『ゴールデン洋画劇場』                                                               | 1997年9月5日 『金曜ロードショー』 21:03-22:54 |

## スタッフ
- 監督：マイケル・レーマン
- 製作総指揮：ロバート・クラフト（英語版）
- 製作：ジョエル・シルバー
- 原案：ブルース・ウィリス、ロバート・クラフト
- 脚本：スティーヴン・E・デ・スーザ、ダニエル・ウォーターズ
- 音楽：マイケル・ケイメン、ロバート・クラフト
- プロダクション・デザイン：ジャック・デゴヴィア
- 撮影：ダンテ・スピノッティ
- 編集：クリス・レベンゾン、マイケル・トロニック

## 制作
リチャード・E・グラントは制作日誌を詳細にわたって記した自伝 "With Nails: The Film Diaries of Richard E. Grant" のなかで、本格的な撮影期間中も脚本・構想にひろく修正がくわえられ、製作側がその場しのぎの性格を帯びていたことを指摘。
また、アンディ・マクダウェルも雑誌のインタビューのなかで、台詞を頭にいれることより製作側の突然の要求に柔軟な対応ができるよう準備していた、ということを述べている。
ブルース・ウィリスは1990年代のドル箱スターの1人という地位に登りつめていたが、脚本にまで手を出した作品は後にも先にも本作だけである。

## 評価
映画は概して、評論家の否定的な論評と興行成績の失敗というかたちで評価され、第12回ゴールデンラズベリー賞では作品賞、監督賞、脚本賞の3部門にわたって受賞を果たした。
興行成績が失敗に終わった理由のひとつは、コメディ路線という明確な意図があったにもかかわらず、本作公開の1年前に成功をおさめた『ダイ・ハード2』のようなアクション映画として売り込んでいたことである。実際、北米圏のキャッチコピーは劇場公開時にあった「襲いかかる興奮」の文句が、ビデオソフト発売時に「襲いかかる爆笑」へ置き換えられた。

## 派生作品

### サウンドトラック
劇中で使用された楽曲はマイケル・ケイメンが作曲・指揮を手がけ、全11曲を収めたサウンドトラックが米国盤は1991年6月11日にヴァレーズ・サラバンド・レコーズから、日本盤が同年9月1日にサウンドトラック・リスナーズ・コミュニケーションズからリリースされた。
1. Hudson Hawk Theme - ドクター・ジョン (05:38)
2. Swinging on a Star - ブルース・ウィリス、ダニー・アイエロ (02:53)[注 7]
3. Side by Side - ブルース・ウィリス、ダニー・アイエロ (02:18)[注 8]
4. Leonardo - (04:55)
5. Welcome to Rome - (01:46)
6. Stealing the Codex - (01:58)
7. Igg and Ook - (02:22)
8. Cartoon Fight - (02:54)
9. The Gold Room - (05:57)
10. Hawk Swing - (03:41)
11. Hudson Hawk Theme [Instrumental] - (05:18)

### コンピュータゲーム
劇場公開後、映画を原作としたコンピュータゲームソフトが複数のゲーム機に向けて発売された。日本ではエピックソニーレコードが1991年12月27日にファミコン版、1992年3月13日にゲームボーイ版のゲームソフトを発売。
北米をはじめとするその他の地域では、1991年にSony Imagesoft（1990年代初頭にソニーが立ち上げた子会社、現・ソニー・インタラクティブエンタテインメントを参照）がNES版やゲームボーイ版、オーシャン・ソフトウェアがコモドール64版、Amiga版、ZX Spectrum版、Atari ST版のゲームソフトを発売した。
内容はオークションハウスやバチカンからスフォルツァ騎馬像、手稿を盗みに入るという映画のストーリーに準じており、プレイヤーが主人公ホークとなってオークションハウスの屋根から落とそうとするダックスフント、警備員、カメラマン、修道女、テニスプレイヤー（おそらくダーウィン・メイフラワー）など、変わり種の敵たちと対決する横スクロールアクションゲームである。